# Broût-Vernet
Broût-Vernet település Franciaországban, Allier megyében. Lakosainak száma 1209 fő (2022. január 1.). Broût-Vernet Barberier, Bayet, Escurolles, Le Mayet-d’École, Saint-Didier-la-Forêt, Saint-Germain-de-Salles, Saint-Pont, Saint-Rémy-en-Rollat és Vendat községekkel határos.

## Népesség
A település népességének változása:
| Lakosok száma | 1061 | 1048 | 1035 | 1149 | 1207 | 1194 | 1169 | 1189 | 1191 | 1209 |
|               | 1968 | 1982 | 1990 | 2006 | 2013 | 2015 | 2017 | 2019 | 2020 | 2022 |